# Ovid, Michigan
Ovid är en ort huvudsakligen i Clinton County, och till en liten del i Shiawassee County, i Michigan i USA. Vid 2010 års folkräkning hade Ovid 1 603 invånare.